# Prison d'Honfleur
La prison  est un monument de Honfleur construit au XVIe siècle et utilisé comme telle à partir du XVIIe siècle. 

## Localisation
L'ancienne prison est située à Honfleur, rue de la Prison, non loin du vieux bassin de la ville.

## Histoire
La maison à pans de bois est construite au XVIe siècle. Elle devient la prison de la vicomté de Roncheville au XVIIe siècle.
À l'extrême fin du XIXe siècle, l'édifice devient le musée ethnographique de la ville.
L'édifice est classé aux monuments historiques par un arrêté du 28 septembre 1932.